# Łomno (województwo warmińsko-mazurskie)
Łomno (niem. Lomno) – wieś w Polsce położona w województwie warmińsko-mazurskim, w powiecie nidzickim, w gminie Janowo. Leży nad rzeką Orzyc.
W latach 1975–1998 miejscowość administracyjnie należała do województwa olsztyńskiego.